# Gnaphalodes
Gnaphalodes is een kevergeslacht uit de familie van de boktorren (Cerambycidae). De wetenschappelijke naam van het geslacht werd voor het eerst geldig gepubliceerd in 1861 door Thomson.

## Soorten
Gnaphalodes is monotypisch en omvat slechts de volgende soort:
- Gnaphalodes trachyderoides Thomson, 1861